# Fernando Clementz
Fernando Rubén Clementz (Rafaela, Santa Fe, 27 de abril de 1971) es un exfutbolista argentino que jugaba como defensor.

## Trayectoria

### Atlético Rafaela
Clementz debutó en Atlético Rafaela en 1990. Su primera etapa en el club duró hasta 1995. Tuvo un segundo paso por el club en 2003, cuando se coronó campeón de la B Nacional y ascendió a Primera División. En la temporada 2005/06 regresó a la institución, para tener su tercer ciclo en Atlético Rafaela, y se retiró del fútbol.

### Talleres
En 1995 pasó a Talleres. En 1998 llegó a la final de la B Nacional y se consagró campeón, al derrotar en una histórica final, a su clásico rival.

### Atlético Tucumán
De cara a la temporada 1998/99 se mudó a San Miguel de Tucumán y se sumó a Atlético Tucumán. Con la camiseta del decano jugó hasta 1999.

### Instituto
En 1999 llegó a Instituto, donde jugó la temporada 1999/00. En 2004 volvió a la gloria y tuvo su segunda etapa en el club.

### Quilmes
En el año 2000 pasó a Quilmes. En su primera temporada obtuvo el ascenso a Primera División con el cervecero.

### Olimpo
En 2002 llegó a Olimpo. Con el club de Bahía Blanca se coronó campeón de la B Nacional y ascendió a Primera.

## Clubes
| Club             | País      |
| ---------------- | --------- |
| Atlético Rafaela | Argentina |
| Talleres         | Argentina |
| Atlético Tucumán | Argentina |
| Instituto        | Argentina |
| Quilmes          | Argentina |
| Olimpo           | Argentina |

## Palmarés
| Título     | Equipo           | País      | Año     |
| ---------- | ---------------- | --------- | ------- |
| B Nacional | Talleres         | Argentina | 1997/98 |
| B Nacional | Olimpo           | Argentina | 2001/02 |
| B Nacional | Atlético Rafaela | Argentina | 2002/03 |